# Pútino
Pútino (en rus: Путино) és un poble del krai de Perm, a Rússia, que en el cens del 2010 tenia 998 habitants.